# Life (sång)
Life är en låt framförd av Toše Proeski. Den är skriven av Jovan Jovanov och Ilija Nikolovski.
Låten var Makedoniens bidrag i Eurovision Song Contest 2004 i Istanbul i Turkiet. I semifinalen den 12 maj slutade den på tionde plats med 71 poäng vilket kvalificerade bidraget för finalen den 15 maj. Där slutade det på fjortonde plats med 47 poäng.